# Philip Agee
Philip Burnett Franklin Agee (19 de Julho de 1935, 7 de Janeiro de 2008) foi um agente da Agência Central de Inteligência (CIA), que durante suas atividades ocupou diversos cargos na América Latina incluindo cargos no Equador, Uruguai e México.

## Carreira
Após se demitir da CIA, Agee ficou conhecido pela publicação, em 1975, do livro "Inside the Company: CIA Diary", onde descreveu em detalhes e com documentação, o envolvimento da CIA com empresas americanas bem como o papel da agência de inteligência norte-americana em vários assassinatos, golpes de estado e atividades ilegais na América do Sul e América Central. Contudo,  enquanto Agee escrevia  "Inside the Company: CIA Diary" ele manteve contato com a KGB por meio de Edgar Anatolyevich Cheporov, correspondente em Londres da Novosti News Agency. Agee foi acusado por um desertor da Dirección de Inteligencia (serviço de inteligência cubano) de receber 1 milhão de dólares do governo castrista, conforme reportagem do Los Angeles Times em 1992.
Philip Agee foi contemporâneo de Dan Mitrione na América do Sul. e revelou a identidade de diversos agentes americanos operando no exterior, entre eles a de Manoel Pio Corrêa, diplomata brasileiro e agente da CIA que, em 1966, idealizou a criação do Centro de Informações do Exterior (CIEX do Itamaraty).
Ele foi duramente perseguido pelo governo Americano e teve seu passaporte cancelado tendo sido expulso da Inglaterra onde procurou proteção durante a após a publicação do livro. Na dedicatória de seu livro, escreveu: "Para Angela Camargo Seixas e seus companheiros na América Latina que lutam por justiça social, dignidade nacional e paz." Agge dedicou-se a denunciar as atividades ilegais da CIA contra regimes democráticos não submissos aos interesses americanos, porém faleceu em 7 de Janeiro de 2008, em Cuba, onde firmou residência após as perseguições que lhe foram imputadas pelo governo americano devido à publicação de seu livro.